# Богородице-Рождественская церковь (Резекне)
Собор Рождества Пресвятой Богородицы — соборный храм Резекненского благочиния Даугавпилсско-Резекненской епархии Латвийской православной церкви. Церковь находится в центра города в сквере возле памятника «Единый для Латвии» и здания Городской думы. Церковь является памятником архитектуры национального значения.

## История храма

### Предыстория
Первой документально зафиксированной православной церковью в Режицком уезде была Свято-Николаевская церковь, построенная камергером польского двора Иосифом Кривцовым. Церковь располагалась в 10 километрах от Режицы по дороге в город Лудза. В марте 1837 года, по причине ветхости здания, церковь была закрыта.

### Строительство и освящение
В 1836 году началось проектирование храма, который стал одним из элементов нового административного центра в Режице. В 1844 году церковь сменила статус с приходской на соборную. В том же году Синод выделил 18 517 рублей на построение нового соборного храма на выделенном участке земли. Строительство каменного собора было завершено в 1846 году. Храм был освящён 25 июня архиепископом Полоцким и Витебским Василием (Лужинским) в честь Рождества Пресвятой Богородицы.